# 11506 Toulouse-Lautrec
11506 Toulouse-Lautrec è un asteroide della fascia principale. Scoperto nel 1990, presenta un'orbita caratterizzata da un semiasse maggiore pari a 2,4369801 UA e da un'eccentricità di 0,0967409, inclinata di 6,69853° rispetto all'eclittica.